# Sicyopterus halei
Sicyopterus halei é uma espécie de peixe da família Gobiidae.
É endémica do Sri Lanka.